# Imperatori del Sacro Romano Impero

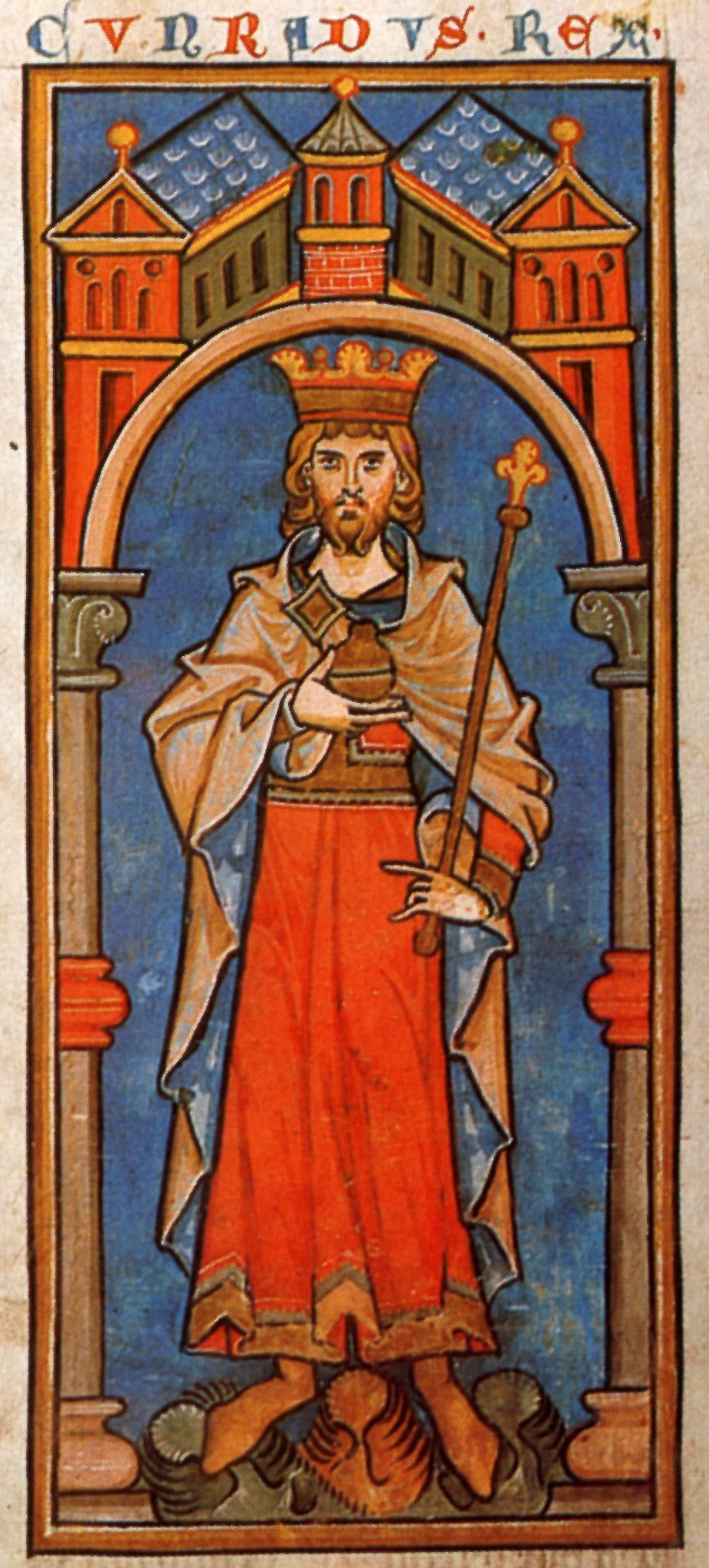
Miniatura di Corrado III di Germania, imperatore dal 1138 al 1152 (Chronica Regia Coloniensis, XIII secolo)

Questa pagina contiene l'elenco degli imperatori del Sacro Romano Impero, da Carlo Magno (800) a Francesco II d'Asburgo-Lorena (1806). Il loro titolo era in latino Romanorum Imperator (imperatore dei Romani) e in tedesco Römischer Kaiser (imperatore romano).
Gli imperatori, prima di essere formalmente incoronati (normalmente a Roma e per mano del papa), erano conosciuti come re dei Romani (Rex Romanorum). Sono pertanto inclusi nell'elenco, ma non numerati, anche i re dei Romani fino al 1508 (l'anno in cui Massimiliano I adottò il titolo di imperatore pur senza essere stato incoronato), ovvero i sovrani di Germania (e quindi del Sacro Romano Impero) che non furono incoronati imperatori.

## Il Sacro Romano Impero
La relazione fra il titolo di re e quello di imperatore nelle aree geografiche oggi chiamate Germania e Italia complica di fatto la comprensione della storia e della struttura del Sacro Romano Impero stesso. Le successive annotazioni sono state qui inserite nell'intento di chiarire meglio l'argomento in questione:
1. L'Impero carolingio, prima fase del Sacro Romano Impero (anche se fu così chiamato molto più tardi[2]), nacque la mattina di Natale dell'800 con l'incoronazione del re dei Franchi Carlo Magno da parte del papa Leone III a Roma. L'impero ebbe breve vita poiché nell'843 fu separato in tre parti dal trattato di Verdun: una parte occidentale che avrebbe dato origine alla Francia, una parte orientale che avrebbe generato la futura Germania, e una parte centrale, comprendente l'Italia già longobarda.
2. Le tre entità caddero a loro volta in intricatissime vicissitudini dinastiche. Dopo un'ultima riaggregazione sotto lo scettro del debole Carlo il Grosso, la corona imperiale divenne simbolo di un'autorità sempre più teorica, fino a rimanere vacante a partire dal 924.
3. Nel frattempo le varie dinastie carolingie si estinsero nei diversi reami. I nuovi sovrani, perdendo la visuale universalistica dei loro predecessori, cominciarono a far sempre più riferimento ai propri domini. In particolare nel regno Orientale, con la salita al trono nel 911 di Corrado di Franconia, iniziò a sorgere un riferimento ai Germani come indicazione del nascere di una Germania di un qualche tipo.
4. Durante la vacanza della corona imperiale, se il regno dei Franchi Orientali conobbe, pur con forti contrasti, un minimo di unità contro le incursioni magiare dall'Europa orientale e il regno dei Franchi Occidentali iniziava oramai una vita totalmente indipendente, il Regno d'Italia venne invece martoriato da decenni di lotte dinastiche, che finirono solo decenni dopo, nel 962, anno in cui il re dei Franchi Orientali Ottone I di Sassonia varcò le Alpi e restaurò il titolo imperiale, inaugurando secoli di legame, quantomeno de jure, con le vicende politiche tedesche.
5. Empiricamente il titolo di re d'Italia costituiva un prerequisito per divenire imperatore: la prassi che si inaugurò era che il sovrano d'Oltralpe, dopo essere stato incoronato sovrano italiano con la Corona ferrea a Pavia o a Monza (normalmente per mano dell'arcivescovo di Milano), viaggiava poi alla volta di Roma per essere consacrato imperatore - titolo con connotazione religiosa - dal papa. L'imperatore eletto e non incoronato rimaneva comunque re dei Romani (Rex Romanorum), un titolo politico con precise funzioni nella legge medievale[non chiaro]; la situazione cambiò nel XV secolo, quando la dinastia asburgica cominciò ad usare il titolo di re dei Romani per indicare l'erede designato al trono imperiale.
6. Il titolo non fu mai interamente ereditario: la discendenza dinastica era solo uno dei fattori che determinavano la successione dei sovrani. Il sovrano formalmente era eletto dai capi della nobiltà del regno, continuando la tradizione franca. Con la Bolla d'oro del 1356 fu per la prima volta formalmente definito un asse di principi elettori che eleggeva il re dei Romani, titolo che da quel momento venne automaticamente connesso a quello imperiale e svincolato dall'obbligo di ratifica papale.[3]
7. Nel 1508 Massimiliano I, che non era ancora stato incoronato dal papa, annunciò che da allora in poi avrebbe usato il titolo di Imperatore Eletto, che fu poi usato da tutti i successivi imperatori. Il suo successore Carlo V fu l'ultimo imperatore ad essere incoronato dal papa; dopo di lui tutti furono Imperatori Eletti. Allo stesso tempo i successori prescelti degli imperatori della casa d'Asburgo cominciarono ad essere eletti re dei Romani mentre era ancora in vita il padre.

## Carolingi
| Nome                   | Ritratto         | Data di nascita | Regno (Inizio-Fine) | Matrimoni | Note Titolo personale | Nº |
| ---------------------- | ---------------- | --------------- | ------------------- | --- | --- | -- |
| Carlo I Magno          |                  | 2 aprile 742    | 25 dicembre 800     | (1) Imiltrude un figlio e una figlia (2) Desiderata nessun figlio (3) Ildegarda quattro figli e cinque figlie (4) Fastrada due figlie (5) Liutgarda nessun figlio | incoronato da papa Leone III; re dei Franchi e dei Longobardi                                                                          | 1  |
| Carlo I Magno          | 28 gennaio 814   | 2 aprile 742    |                     | (1) Imiltrude un figlio e una figlia (2) Desiderata nessun figlio (3) Ildegarda quattro figli e cinque figlie (4) Fastrada due figlie (5) Liutgarda nessun figlio | incoronato da papa Leone III; re dei Franchi e dei Longobardi                                                                          | 1  |
| Ludovico I il Pio      |                  | 16 aprile 778   | 13 settembre 813    | (1) Ermengarda di Hesbaye tre figli e tre figlie (2) Giuditta di Baviera un figlio ed una figlia                                                                  | figlio di Carlo Magno e di Ildegarda; re dei Franchi e dei Longobardi                                                                  | 2  |
| Ludovico I il Pio      | 20 giugno 840    | 16 aprile 778   |                     | (1) Ermengarda di Hesbaye tre figli e tre figlie (2) Giuditta di Baviera un figlio ed una figlia                                                                  | figlio di Carlo Magno e di Ildegarda; re dei Franchi e dei Longobardi                                                                  | 2  |
| Lotario I              |                  | 795             | luglio 817          | Ermengarda di Tours tre figli e cinque figlie | figlio di Ludovico il Pio e di Ermengarda; re d'Italia e di Lotaringia                                                                 | 3  |
| Lotario I              | 29 settembre 855 | 795             |                     | Ermengarda di Tours tre figli e cinque figlie | figlio di Ludovico il Pio e di Ermengarda; re d'Italia e di Lotaringia                                                                 | 3  |
| Ludovico II il Giovane |                  | 825             | aprile 850          | Engelberga d'Alsazia due figlie | figlio di Lotario e di Ermengarda; re d'Italia                                                                                         | 4  |
| Ludovico II il Giovane | 12 agosto 875    | 825             |                     | Engelberga d'Alsazia due figlie | figlio di Lotario e di Ermengarda; re d'Italia                                                                                         | 4  |
| Carlo II il Calvo      |                  | 13 giugno 823   | 25 dicembre 875     | (1) Ermentrude d'Orléans quattro figli e cinque figlie (2) Richilde di Provenza quattro figli e una figlia                                                        | figlio di Ludovico il Pio e Giuditta; re dei Franchi Occidentali e d'Italia                                                            | 5  |
| Carlo II il Calvo      | 6 ottobre 877    | 13 giugno 823   |                     | (1) Ermentrude d'Orléans quattro figli e cinque figlie (2) Richilde di Provenza quattro figli e una figlia                                                        | figlio di Ludovico il Pio e Giuditta; re dei Franchi Occidentali e d'Italia                                                            | 5  |
| Carlo III il Grosso    |                  | 839             | 12 febbraio 881     | Riccarda di Svevia nessun figlio | figlio di Ludovico il Germanico (un fratello di Lotario I); re dei Franchi Orientali, di Alemannia, d'Italia e dei Franchi Occidentali | 6  |
| Carlo III il Grosso    | 11 novembre 887  | 839             |                     | Riccarda di Svevia nessun figlio | figlio di Ludovico il Germanico (un fratello di Lotario I); re dei Franchi Orientali, di Alemannia, d'Italia e dei Franchi Occidentali | 6  |

## Lotte dinastiche

### Guidonidi
| Nome     | Ritratto        | Data di nascita | Regno (Inizio-Fine) | Matrimoni           | Note Titolo personale                                         | Nº |
| -------- | --------------- | --------------- | ------------------- | ------------------- | ------------------------------------------------------------- | -- |
| Guido    |                 | 855 circa       | 21 febbraio 891     | Ageltrude un figlio | pro-pronipote di Carlo Magno; duca di Spoleto e re d'Italia   | 7  |
| Guido    | 12 dicembre 894 | 855 circa       |                     | Ageltrude un figlio | pro-pronipote di Carlo Magno; duca di Spoleto e re d'Italia   | 7  |
| Lamberto |                 | 880 circa       | 30 aprile 892       | -                   | figlio di Guido e di Ageltrude; duca di Spoleto e re d'Italia | 8  |
| Lamberto | 15 ottobre 898  | 880 circa       |                     | -                   | figlio di Guido e di Ageltrude; duca di Spoleto e re d'Italia | 8  |

### Carolingi
| Nome                | Ritratto       | Data di nascita | Regno (Inizio-Fine) | Matrimoni     | Note Titolo personale | Nº |
| ------------------- | -------------- | --------------- | ------------------- | ------------- | --- | -- |
| Arnolfo di Carinzia |                | 850 circa       | 22 febbraio 896     | Oda un figlio | pronipote di Carlo Magno (figlio naturale di Carlomanno, figlio di Ludovico II il Germanico); re dei Franchi Orientali e d'Italia | 9  |
| Arnolfo di Carinzia | 8 dicembre 899 | 850 circa       |                     | Oda un figlio | pronipote di Carlo Magno (figlio naturale di Carlomanno, figlio di Ludovico II il Germanico); re dei Franchi Orientali e d'Italia | 9  |

### Bosonidi
| Nome                  | Ritratto      | Data di nascita | Regno (Inizio-Fine) | Matrimoni                                                         | Note Titolo personale                                                                        | Nº |
| --------------------- | ------------- | --------------- | ------------------- | ----------------------------------------------------------------- | -------------------------------------------------------------------------------------------- | -- |
| Ludovico III il Cieco |               | 882 circa       | 22 febbraio 901     | (1) Anna di Costantinopoli un figlio (2) Adelaide forse un figlio | figlio di Bosone I e di Ermengarda, figlia di Ludovico il Giovane; re di Provenza e d'Italia | 10 |
| Ludovico III il Cieco | 21 luglio 905 | 882 circa       |                     | (1) Anna di Costantinopoli un figlio (2) Adelaide forse un figlio | figlio di Bosone I e di Ermengarda, figlia di Ludovico il Giovane; re di Provenza e d'Italia | 10 |

### Unrochingi
| Nome       | Ritratto     | Data di nascita | Regno (Inizio-Fine) | Matrimoni                        | Note Titolo personale                                                                                 | Nº |
| ---------- | ------------ | --------------- | ------------------- | -------------------------------- | --- | -- |
| Berengario |              | 850 circa       | dicembre 915        | Bertila di Spoleto diversi figli | figlio di Eberardo del Friuli e Gisella, figlia di Ludovico il Pio; Marchese del Friuli e re d'Italia | 11 |
| Berengario | 7 aprile 924 | 850 circa       |                     | Bertila di Spoleto diversi figli | figlio di Eberardo del Friuli e Gisella, figlia di Ludovico il Pio; Marchese del Friuli e re d'Italia | 11 |

Note
- Tutti i suddetti imperatori, oltre al proprio titolo personale cui corrispondevano i territori ad essi direttamente asserviti, ottennero dal papa la corona imperiale solo dopo aver in vari modi ottenuto quella italiana.
- Per conoscere i Reges Francorum Occidentalis e i Reges Francorum Orientalis che non assursero alla carica imperiale nel IX secolo, si consulti la lista dei sovrani franchi.

## Interregno
Mentre il regno dei Franchi Occidentali iniziava oramai una vita totalmente indipendente, e nel regno d'Italia si estingueva l'autorità imperiale, nel regno dei Franchi Orientali la morte dell'ultimo re carolingio, Ludovico IV il Fanciullo, e l'elevazione di un successore che seppe ridare unità e stabilità ai propri domini, venne a posteriori considerata come l'origine del Regno di Germania. I due sovrani che si successero sul trono tedesco, pur non essendo mai stati consacrati imperatori, verranno successivamente inclusi nell'elencazione araldica degli augusti monarchi.
- Corrado I di Franconia, re dei Franchi Orientali dal 911 al 918.
- Enrico I di Sassonia, re dei Franchi Orientali dal 919 al 936.

Fu il figlio ed erede di Enrico, Ottone, che cinse la corona italica, a cingere poi la corona imperiale. Da quell'anno ci fu una perenne identificazione fra le corone tedesca, italiana ed imperiale.

## Ottoniani
| Nome               | Ritratto                               | Data di nascita     | Regno (Inizio-Incoronazione-Fine) | Matrimoni                                                                                   | Note Titolo personale                                                                          | Nº |
| ------------------ | -------------------------------------- | ------------------- | --------------------------------- | ------------------------------------------------------------------------------------------- | ---------------------------------------------------------------------------------------------- | -- |
| Ottone I il Grande |                                        | 23 novembre 912     | 2 febbraio 962                    | (1) Edith del Wessex un figlio e una figlia (2) Adelaide di Borgogna tre figli e una figlia | bis-bis-bisnipote di Ludovico il Pio; duca di Sassonia, re dei Franchi Orientali e re d'Italia | 1  |
| Ottone I il Grande | 2 febbraio 962 (papa Giovanni XII)     | 23 novembre 912     |                                   | (1) Edith del Wessex un figlio e una figlia (2) Adelaide di Borgogna tre figli e una figlia | bis-bis-bisnipote di Ludovico il Pio; duca di Sassonia, re dei Franchi Orientali e re d'Italia | 1  |
| Ottone I il Grande | 7 maggio 973                           | 23 novembre 912     |                                   | (1) Edith del Wessex un figlio e una figlia (2) Adelaide di Borgogna tre figli e una figlia | bis-bis-bisnipote di Ludovico il Pio; duca di Sassonia, re dei Franchi Orientali e re d'Italia | 1  |
| Ottone II          |                                        | 955 circa           | 7 maggio 973                      | Teofano Scleraina un figlio e quattro figlie                                                | figlio di Ottone I e Adelaide; re dei Franchi Orientali e d'Italia                             | 2  |
| Ottone II          | 25 dicembre 967 (papa Giovanni XIII)   | 955 circa           |                                   | Teofano Scleraina un figlio e quattro figlie                                                | figlio di Ottone I e Adelaide; re dei Franchi Orientali e d'Italia                             | 2  |
| Ottone II          | 7 dicembre 983                         | 955 circa           |                                   | Teofano Scleraina un figlio e quattro figlie                                                | figlio di Ottone I e Adelaide; re dei Franchi Orientali e d'Italia                             | 2  |
| Ottone III         |                                        | giugno o luglio 980 | 7 dicembre 983                    | -                                                                                           | figlio di Ottone II e Teofano; re dei Franchi Orientali e d'Italia                             | 3  |
| Ottone III         | 21 maggio 996 (papa Gregorio V)        | giugno o luglio 980 |                                   | -                                                                                           | figlio di Ottone II e Teofano; re dei Franchi Orientali e d'Italia                             | 3  |
| Ottone III         | 23 gennaio 1002                        | giugno o luglio 980 |                                   | -                                                                                           | figlio di Ottone II e Teofano; re dei Franchi Orientali e d'Italia                             | 3  |
| Enrico II il Santo |                                        | 6 maggio 973        | 7 giugno 1002                     | Cunegonda nessun figlio                                                                     | cugino di secondo grado Ottone III; duca di Baviera, re dei Franchi Orientali e re d'Italia    | 4  |
| Enrico II il Santo | 14 febbraio 1014 (papa Benedetto VIII) | 6 maggio 973        |                                   | Cunegonda nessun figlio                                                                     | cugino di secondo grado Ottone III; duca di Baviera, re dei Franchi Orientali e re d'Italia    | 4  |
| Enrico II il Santo | 13 luglio 1024                         | 6 maggio 973        |                                   | Cunegonda nessun figlio                                                                     | cugino di secondo grado Ottone III; duca di Baviera, re dei Franchi Orientali e re d'Italia    | 4  |

## Salii
| Nome                 | Ritratto                              | Data di nascita  | Regno (Inizio-Incoronazione-Fine)                        | Matrimoni                                                                           | Note Titolo personale                                                                                    | Nº |
| -------------------- | ------------------------------------- | ---------------- | -------------------------------------------------------- | ----------------------------------------------------------------------------------- | --- | -- |
| Corrado II il Salico |                                       | 990 circa        | 8 settembre 1024                                         | Gisella di Svevia un figlio e due figlie                                            | bisnipote di Liutgarda, figlia di Ottone I; conte di Spira e re d'Italia                                 | 5  |
| Corrado II il Salico | 26 marzo 1027 (papa Giovanni XIX)     | 990 circa        |                                                          | Gisella di Svevia un figlio e due figlie                                            | bisnipote di Liutgarda, figlia di Ottone I; conte di Spira e re d'Italia                                 | 5  |
| Corrado II il Salico | 4 giugno 1039                         | 990 circa        |                                                          | Gisella di Svevia un figlio e due figlie                                            | bisnipote di Liutgarda, figlia di Ottone I; conte di Spira e re d'Italia                                 | 5  |
| Enrico III il Nero   |                                       | 28 ottobre 1017  | 4 giugno 1039                                            | (1) Gunilde di Danimarca una figlia (2) Agnese di Poitou due figli e quattro figlie | figlio di Corrado il Salico; re dei Franchi Orientali e d'Italia                                         | 6  |
| Enrico III il Nero   | 25 dicembre 1046 (papa Clemente II)   | 28 ottobre 1017  |                                                          | (1) Gunilde di Danimarca una figlia (2) Agnese di Poitou due figli e quattro figlie | figlio di Corrado il Salico; re dei Franchi Orientali e d'Italia                                         | 6  |
| Enrico III il Nero   | 5 ottobre 1056                        | 28 ottobre 1017  |                                                          | (1) Gunilde di Danimarca una figlia (2) Agnese di Poitou due figli e quattro figlie | figlio di Corrado il Salico; re dei Franchi Orientali e d'Italia                                         | 6  |
| Enrico IV            |                                       | 11 novembre 1050 | 5 ottobre 1056                                           | (1) Berta da Torino tre figli e due figlie (2) Adelaide di Kiev nessun figlio       | figlio di Enrico III e di Agnese; morto il 7 agosto 1106; re dei Franchi Orientali/dei Romani e d'Italia | 7  |
| Enrico IV            | 31 marzo 1084 (antipapa Clemente III) | 11 novembre 1050 |                                                          | (1) Berta da Torino tre figli e due figlie (2) Adelaide di Kiev nessun figlio       | figlio di Enrico III e di Agnese; morto il 7 agosto 1106; re dei Franchi Orientali/dei Romani e d'Italia | 7  |
| Enrico IV            | 31 dicembre 1105 (abdicazione)        | 11 novembre 1050 |                                                          | (1) Berta da Torino tre figli e due figlie (2) Adelaide di Kiev nessun figlio       | figlio di Enrico III e di Agnese; morto il 7 agosto 1106; re dei Franchi Orientali/dei Romani e d'Italia | 7  |
| Enrico V             |                                       | 8 gennaio 1081   | 6 gennaio 1099 (co-reggente) 5/6 gennaio 1106 (unico re) | Matilde d'Inghilterra nessun figlio                                                 | figlio di Enrico IV e Berta; re dei Romani e d'Italia                                                    | 8  |
| Enrico V             | 6/10 maggio 1111 (papa Pasquale II)   | 8 gennaio 1081   |                                                          | Matilde d'Inghilterra nessun figlio                                                 | figlio di Enrico IV e Berta; re dei Romani e d'Italia                                                    | 8  |
| Enrico V             | 23 maggio 1125                        | 8 gennaio 1081   |                                                          | Matilde d'Inghilterra nessun figlio                                                 | figlio di Enrico IV e Berta; re dei Romani e d'Italia                                                    | 8  |

## Supplimburgo
| Nome             | Ritratto                          | Data di nascita | Regno (Inizio-Incoronazione-Fine) | Matrimoni                       | Note Titolo personale                         | Nº |
| ---------------- | --------------------------------- | --------------- | --------------------------------- | ------------------------------- | --------------------------------------------- | -- |
| Lotario II (III) |                                   | 1075            | 13 settembre 1125                 | Richenza di Northeim una figlia | duca di Sassonia, re dei Romani e re d'Italia | 9  |
| Lotario II (III) | 4 giugno 1133 (papa Innocenzo II) | 1075            |                                   | Richenza di Northeim una figlia | duca di Sassonia, re dei Romani e re d'Italia | 9  |
| Lotario II (III) | 4 dicembre 1137                   | 1075            |                                   | Richenza di Northeim una figlia | duca di Sassonia, re dei Romani e re d'Italia | 9  |

## Hohenstaufen di Svevia
| Nome                             | Ritratto                            | Data di nascita | Regno (Inizio-Incoronazione-Fine) | Matrimoni                                                                               | Note Titolo personale | Nº |
| -------------------------------- | ----------------------------------- | --------------- | --------------------------------- | --------------------------------------------------------------------------------------- | --- | -- |
| Corrado III                      |                                     | 1093            | 7 marzo 1138                      | (1) Gertrude di Comburg unione contestata tre figlie (2) Gertrude di Sulzbach due figli | figlio di Agnese di Waiblingen (figlia di Enrico IV); duca di Franconia e re d'Italia; primo dei re di Germania a non essere incoronato imperatore dai tempi di Ottone il Grande | -  |
| Corrado III                      | non fu incoronato imperatore        | 1093            |                                   | (1) Gertrude di Comburg unione contestata tre figlie (2) Gertrude di Sulzbach due figli | figlio di Agnese di Waiblingen (figlia di Enrico IV); duca di Franconia e re d'Italia; primo dei re di Germania a non essere incoronato imperatore dai tempi di Ottone il Grande | -  |
| Corrado III                      | 15 febbraio 1152                    | 1093            |                                   | (1) Gertrude di Comburg unione contestata tre figlie (2) Gertrude di Sulzbach due figli | figlio di Agnese di Waiblingen (figlia di Enrico IV); duca di Franconia e re d'Italia; primo dei re di Germania a non essere incoronato imperatore dai tempi di Ottone il Grande | -  |
| Enrico Berengario Hohenstaufen   |                                     | 1137            | 30 marzo 1147                     | -                                                                                       | figlio di Corrado III, gli premorì; talvolta non compare nell'elenco dei re dei Romani                                                                                           | -  |
| Enrico Berengario Hohenstaufen   | non fu incoronato imperatore        | 1137            |                                   | -                                                                                       | figlio di Corrado III, gli premorì; talvolta non compare nell'elenco dei re dei Romani                                                                                           | -  |
| Enrico Berengario Hohenstaufen   | 1150                                | 1137            |                                   | -                                                                                       | figlio di Corrado III, gli premorì; talvolta non compare nell'elenco dei re dei Romani                                                                                           | -  |
| Federico I Barbarossa            |                                     | 1122            | 4 marzo 1152                      | (1) Adelaide di Vohburg nessun figlio (2) Beatrice di Borgogna otto figli e tre figlie  | figlio di Federico il Guercio, fratello di Corrado III; duca di Svevia e re d'Italia                                                                                             | 10 |
| Federico I Barbarossa            | 18 giugno 1155 (papa Adriano IV)    | 1122            |                                   | (1) Adelaide di Vohburg nessun figlio (2) Beatrice di Borgogna otto figli e tre figlie  | figlio di Federico il Guercio, fratello di Corrado III; duca di Svevia e re d'Italia                                                                                             | 10 |
| Federico I Barbarossa            | 10 giugno 1190                      | 1122            |                                   | (1) Adelaide di Vohburg nessun figlio (2) Beatrice di Borgogna otto figli e tre figlie  | figlio di Federico il Guercio, fratello di Corrado III; duca di Svevia e re d'Italia                                                                                             | 10 |
| Enrico VI il Severo o il Crudele |                                     | novembre 1165   | 10 giugno 1169                    | Costanza d'Altavilla un figlio                                                          | figlio di Federico Barbarossa; re di Sicilia e d'Italia | 11 |
| Enrico VI il Severo o il Crudele | 15 aprile 1191 (papa Celestino III) | novembre 1165   |                                   | Costanza d'Altavilla un figlio                                                          | figlio di Federico Barbarossa; re di Sicilia e d'Italia | 11 |
| Enrico VI il Severo o il Crudele | 28 settembre 1197                   | novembre 1165   |                                   | Costanza d'Altavilla un figlio                                                          | figlio di Federico Barbarossa; re di Sicilia e d'Italia | 11 |
| Filippo di Svevia                |                                     | 1177            | 6 marzo 1198                      | Irene Angela due figli e cinque figlie                                                  | figlio di Federico Barbarossa e fratello di Enrico VI; duca di Svevia | -  |
| Filippo di Svevia                | non fu incoronato imperatore        | 1177            |                                   | Irene Angela due figli e cinque figlie                                                  | figlio di Federico Barbarossa e fratello di Enrico VI; duca di Svevia | -  |
| Filippo di Svevia                | 21 giugno 1208                      | 1177            |                                   | Irene Angela due figli e cinque figlie                                                  | figlio di Federico Barbarossa e fratello di Enrico VI; duca di Svevia | -  |

## Welfen
| Nome      | Ritratto                             | Data di nascita | Regno (Inizio-Incoronazione-Fine) | Matrimoni                                                                | Note Titolo personale                                                               | Nº |
| --------- | ------------------------------------ | --------------- | --------------------------------- | ------------------------------------------------------------------------ | ----------------------------------------------------------------------------------- | -- |
| Ottone IV |                                      | 1175            | 9 giugno 1198                     | (1) Beatrice di Svevia nessun figlio (2) Maria di Brabante nessun figlio | bis-nipote di Lotario III; morto il 19 maggio 1218; conte di Poitiers e re d'Italia | 12 |
| Ottone IV | 21 ottobre 1209 (papa Innocenzo III) | 1175            |                                   | (1) Beatrice di Svevia nessun figlio (2) Maria di Brabante nessun figlio | bis-nipote di Lotario III; morto il 19 maggio 1218; conte di Poitiers e re d'Italia | 12 |
| Ottone IV | 1215 (deposto)                       | 1175            |                                   | (1) Beatrice di Svevia nessun figlio (2) Maria di Brabante nessun figlio | bis-nipote di Lotario III; morto il 19 maggio 1218; conte di Poitiers e re d'Italia | 12 |

## Hohenstaufen di Sicilia
| Nome        | Ritratto                           | Data di nascita  | Regno (Inizio-Incoronazione-Fine) | Matrimoni | Note Titolo personale                                              | Nº |
| ----------- | ---------------------------------- | ---------------- | --------------------------------- | --- | ------------------------------------------------------------------ | -- |
| Federico II |                                    | 26 dicembre 1194 | 25 luglio 1215                    | (1) Costanza d'Aragona un figlio (2) Jolanda di Gerusalemme un figlio e una figlia (3) Isabella d'Inghilterra due figli e due figlie | figlio di Enrico VI; re di Sicilia, d'Italia e di Gerusalemme      | 13 |
| Federico II | 22 novembre 1220 (papa Onorio III) | 26 dicembre 1194 |                                   | (1) Costanza d'Aragona un figlio (2) Jolanda di Gerusalemme un figlio e una figlia (3) Isabella d'Inghilterra due figli e due figlie | figlio di Enrico VI; re di Sicilia, d'Italia e di Gerusalemme      | 13 |
| Federico II | 13 dicembre 1250                   | 26 dicembre 1194 |                                   | (1) Costanza d'Aragona un figlio (2) Jolanda di Gerusalemme un figlio e una figlia (3) Isabella d'Inghilterra due figli e due figlie | figlio di Enrico VI; re di Sicilia, d'Italia e di Gerusalemme      | 13 |
| Corrado IV  |                                    | 25 aprile 1228   | 13 dicembre 1250                  | Elisabetta di Baviera un figlio | figlio di Federico II e di Jolanda; re di Sicilia e di Gerusalemme | -  |
| Corrado IV  | non fu incoronato imperatore       | 25 aprile 1228   |                                   | Elisabetta di Baviera un figlio | figlio di Federico II e di Jolanda; re di Sicilia e di Gerusalemme | -  |
| Corrado IV  | 21 maggio 1254                     | 25 aprile 1228   |                                   | Elisabetta di Baviera un figlio | figlio di Federico II e di Jolanda; re di Sicilia e di Gerusalemme | -  |

## Grande Interregno
- Enrico Raspe, anti-re 1246 - 1247
- Guglielmo II d'Olanda, anti-re 1247 - 1254, re 1254 - 1256
- Riccardo di Cornovaglia, re 1257 - 1272
- Alfonso X di Castiglia, anti-re 1257 - 1273

## Periodo elettorale
Dopo l'interregno le modalità di elezione e la composizione del collegio elettorale, fino ad allora regolate esclusivamente dalla consuetudine, vennero definitivamente codificate con la Bolla d'Oro del 1356. Quest'atto assegnava il compito di eleggere il sovrano a sette Principi Elettori, di cui tre ecclesiastici (gli arcivescovi di Colonia, Magonza e Treviri) e quattro laici (il re di Boemia, il duca di Sassonia, il margravio del Brandeburgo ed il conte palatino del Reno). Con gli anni il numero di principi ammessi al collegio elettorale subì alcune variazioni (dal XVII secolo anche il duca di Baviera e il duca di Brunswick-Lüneburg vennero innalzati alla dignità elettorale) ma il principio dell'elezione del sovrano rimase formalmente immutato (sebbene già dal XV secolo di fatto la corona fosse divenuta un privilegio della sola casata degli Asburgo).
Per questi sovrani il medievalista tedesco Bernd Schneidmüller ha proposto il titolo di "re-conti", che si potrebbe riferire agli imperatori o re dei Romani dei secoli XIV e XV anteriori al definitivo passaggio del titolo imperiale alla Casa d'Asburgo. La quasi totalità degli storici, tuttavia, ha rifiutato questo titolo, giudicato tra l'altro anche poco pertinente, dal momento che ben pochi di questi imperatori erano anche conti imperiali.

### Asburgo
| Nome      | Ritratto                     | Data di nascita | Regno (Inizio-Incoronazione-Fine) | Matrimoni                                                                               | Note Titolo personale | Nº |
| --------- | ---------------------------- | --------------- | --------------------------------- | --------------------------------------------------------------------------------------- | --------------------- | -- |
| Rodolfo I |                              | 1º maggio 1218  | 1º ottobre 1273                   | (1) Gertrude di Hohenberg tre figli e sei figlie (2) Isabella di Borgogna nessun figlio | Langravio di Turgovia | -  |
| Rodolfo I | non fu incoronato imperatore | 1º maggio 1218  |                                   | (1) Gertrude di Hohenberg tre figli e sei figlie (2) Isabella di Borgogna nessun figlio | Langravio di Turgovia | -  |
| Rodolfo I | 15 luglio 1291               | 1º maggio 1218  |                                   | (1) Gertrude di Hohenberg tre figli e sei figlie (2) Isabella di Borgogna nessun figlio | Langravio di Turgovia | -  |

### Nassau-Weilburg
| Nome   | Ritratto                                  | Data di nascita | Regno (Inizio-Incoronazione-Fine) | Matrimoni                                              | Note Titolo personale | Nº |
| ------ | ----------------------------------------- | --------------- | --------------------------------- | ------------------------------------------------------ | --------------------- | -- |
| Adolfo |                                           | 1250 circa      | 5 maggio 1292                     | Imagina von Isenburg-Limburg cinque figli e tre figlie | Conte di Nassau       | -  |
| Adolfo | non fu incoronato imperatore              | 1250 circa      |                                   | Imagina von Isenburg-Limburg cinque figli e tre figlie | Conte di Nassau       | -  |
| Adolfo | 2 luglio 1298 (deposto il 23 giugno 1298) | 1250 circa      |                                   | Imagina von Isenburg-Limburg cinque figli e tre figlie | Conte di Nassau       | -  |

### Asburgo
| Nome      | Ritratto                     | Data di nascita | Regno (Inizio-Incoronazione-Fine) | Matrimoni                                                | Note Titolo personale               | Nº |
| --------- | ---------------------------- | --------------- | --------------------------------- | -------------------------------------------------------- | ----------------------------------- | -- |
| Alberto I |                              | luglio 1255     | 27 luglio 1298                    | Elisabetta di Tirolo-Gorizia sette figli e cinque figlie | figlio di Rodolfo I; duca d'Austria | -  |
| Alberto I | non fu incoronato imperatore | luglio 1255     |                                   | Elisabetta di Tirolo-Gorizia sette figli e cinque figlie | figlio di Rodolfo I; duca d'Austria | -  |
| Alberto I | 1º maggio 1308               | luglio 1255     |                                   | Elisabetta di Tirolo-Gorizia sette figli e cinque figlie | figlio di Rodolfo I; duca d'Austria | -  |

### Lussemburgo
| Nome       | Ritratto                                  | Data di nascita | Regno (Inizio-Incoronazione-Fine) | Matrimoni                                     | Note Titolo personale               | Nº |
| ---------- | ----------------------------------------- | --------------- | --------------------------------- | --------------------------------------------- | ----------------------------------- | -- |
| Enrico VII |                                           | 1275 circa      | 27 novembre 1308                  | Margherita di Brabante un figlio e due figlie | Conte del Lussemburgo e re d'Italia | 14 |
| Enrico VII | 29 giugno 1312 (tre cardinali ghibellini) | 1275 circa      |                                   | Margherita di Brabante un figlio e due figlie | Conte del Lussemburgo e re d'Italia | 14 |
| Enrico VII | 24 agosto 1313                            | 1275 circa      |                                   | Margherita di Brabante un figlio e due figlie | Conte del Lussemburgo e re d'Italia | 14 |

### Wittelsbach
| Nome        | Ritratto                                  | Data di nascita | Regno (Inizio-Incoronazione-Fine) | Matrimoni | Note Titolo personale         | Nº |
| ----------- | ----------------------------------------- | --------------- | --------------------------------- | --- | ----------------------------- | -- |
| Ludovico IV |                                           | 1º aprile 1282  | ottobre 1314                      | (1) Beatrice di Slesia-Glogau tre figli e tre figlie (2) Margherita II di Hainaut cinque figli e cinque figlie | Duca di Baviera e re d'Italia | 15 |
| Ludovico IV | 17 gennaio 1328 (Giacomo Sciarra Colonna) | 1º aprile 1282  |                                   | (1) Beatrice di Slesia-Glogau tre figli e tre figlie (2) Margherita II di Hainaut cinque figli e cinque figlie | Duca di Baviera e re d'Italia | 15 |
| Ludovico IV | 11 ottobre 1347                           | 1º aprile 1282  |                                   | (1) Beatrice di Slesia-Glogau tre figli e tre figlie (2) Margherita II di Hainaut cinque figli e cinque figlie | Duca di Baviera e re d'Italia | 15 |

### Lussemburgo
| Nome      | Ritratto                                                     | Data di nascita  | Regno (Inizio-Incoronazione-Fine)                    | Matrimoni | Note Titolo personale                                                          | Nº |
| --------- | ------------------------------------------------------------ | ---------------- | ---------------------------------------------------- | --- | ------------------------------------------------------------------------------ | -- |
| Carlo IV  |                                                              | 14 maggio 1316   | 11 luglio 1346 (eletto in opposizione a Ludovico IV) | (1) Bianca di Valois un figlio e due figlie (2) Anna di Baviera un figlio (3) Anna von Schweidnitz due figli e una figlia (4) Elisabetta di Pomerania tre figli e due figlie | nipote di Enrico VII; battezzato Venceslao; re di Boemia e d'Italia            | 16 |
| Carlo IV  | 5 aprile 1355 (un cardinale incaricato da papa Innocenzo VI) | 14 maggio 1316   |                                                      | (1) Bianca di Valois un figlio e due figlie (2) Anna di Baviera un figlio (3) Anna von Schweidnitz due figli e una figlia (4) Elisabetta di Pomerania tre figli e due figlie | nipote di Enrico VII; battezzato Venceslao; re di Boemia e d'Italia            | 16 |
| Carlo IV  | 29 novembre 1378                                             | 14 maggio 1316   |                                                      | (1) Bianca di Valois un figlio e due figlie (2) Anna di Baviera un figlio (3) Anna von Schweidnitz due figli e una figlia (4) Elisabetta di Pomerania tre figli e due figlie | nipote di Enrico VII; battezzato Venceslao; re di Boemia e d'Italia            | 16 |
| Venceslao |                                                              | 26 febbraio 1361 | 29 novembre 1378                                     | (1) Giovanna di Baviera nessun figlio (2) Sofia di Baviera nessun figlio | figlio di Carlo IV e Anna di Schweidnitz; morì il 16 agosto 1419; re di Boemia | -  |
| Venceslao | non fu incoronato imperatore                                 | 26 febbraio 1361 |                                                      | (1) Giovanna di Baviera nessun figlio (2) Sofia di Baviera nessun figlio | figlio di Carlo IV e Anna di Schweidnitz; morì il 16 agosto 1419; re di Boemia | -  |
| Venceslao | 20 agosto 1400 (deposto)                                     | 26 febbraio 1361 |                                                      | (1) Giovanna di Baviera nessun figlio (2) Sofia di Baviera nessun figlio | figlio di Carlo IV e Anna di Schweidnitz; morì il 16 agosto 1419; re di Boemia | -  |

### Wittelsbach
| Nome    | Ritratto                     | Data di nascita | Regno (Inizio-Incoronazione-Fine) | Matrimoni                                       | Note Titolo personale | Nº |
| ------- | ---------------------------- | --------------- | --------------------------------- | ----------------------------------------------- | --------------------- | -- |
| Roberto |                              | 5 maggio 1352   | 21 agosto 1400                    | Elisabetta di Norimberga sei figli e tre figlie | Conte Palatino        | -  |
| Roberto | non fu incoronato imperatore | 5 maggio 1352   |                                   | Elisabetta di Norimberga sei figli e tre figlie | Conte Palatino        | -  |
| Roberto | 18 maggio 1410               | 5 maggio 1352   |                                   | Elisabetta di Norimberga sei figli e tre figlie | Conte Palatino        | -  |

### Lussemburgo
| Nome       | Ritratto                         | Data di nascita  | Regno (Inizio-Incoronazione-Fine) | Matrimoni                                                      | Note Titolo personale                                                                | Nº |
| ---------- | -------------------------------- | ---------------- | --------------------------------- | -------------------------------------------------------------- | ------------------------------------------------------------------------------------ | -- |
| Sigismondo |                                  | 15 febbraio 1368 | 10 settembre 1410                 | (1) Maria d'Ungheria un figlio (2) Barbara di Cilli una figlia | figlio di Carlo IV e di Elisabetta di Pomerania; re di Boemia, d'Ungheria e d'Italia | 17 |
| Sigismondo | 31 maggio 1433 (papa Eugenio IV) | 15 febbraio 1368 |                                   | (1) Maria d'Ungheria un figlio (2) Barbara di Cilli una figlia | figlio di Carlo IV e di Elisabetta di Pomerania; re di Boemia, d'Ungheria e d'Italia | 17 |
| Sigismondo | 9 dicembre 1437                  | 15 febbraio 1368 |                                   | (1) Maria d'Ungheria un figlio (2) Barbara di Cilli una figlia | figlio di Carlo IV e di Elisabetta di Pomerania; re di Boemia, d'Ungheria e d'Italia | 17 |

## Asburgo
Con l'elezione di Alberto II, la corona imperiale passò de facto costantemente nelle mani della famiglia degli Asburgo, sovrani d'Austria.
| Nome            | Ritratto                                | Data di nascita   | Regno (Inizio-Incoronazione-Fine) | Matrimoni | Note Titolo personale | Nº |
| --------------- | --------------------------------------- | ----------------- | --------------------------------- | --- | --- | -- |
| Alberto II      |                                         | 16 agosto 1397    | 18 marzo 1438                     | Elisabetta di Lussemburgo due figli e due figlie | bis-bisnipote di Alberto I e genero di Sigismondo; re di Boemia e Ungheria duca d'Austria                                                   | -  |
| Alberto II      | non fu incoronato imperatore            | 16 agosto 1397    |                                   | Elisabetta di Lussemburgo due figli e due figlie | bis-bisnipote di Alberto I e genero di Sigismondo; re di Boemia e Ungheria duca d'Austria                                                   | -  |
| Alberto II      | 27 ottobre 1439                         | 16 agosto 1397    |                                   | Elisabetta di Lussemburgo due figli e due figlie | bis-bisnipote di Alberto I e genero di Sigismondo; re di Boemia e Ungheria duca d'Austria                                                   | -  |
| Federico III    |                                         | 21 settembre 1415 | 2 febbraio 1440                   | Eleonora del Portogallo tre figli e due figlie | bis-bisnipote di Alberto I; duca d'Austria e Stiria e re d'Italia                                                                           | 18 |
| Federico III    | 19 marzo 1452 (papa Niccolò V)          | 21 settembre 1415 |                                   | Eleonora del Portogallo tre figli e due figlie | bis-bisnipote di Alberto I; duca d'Austria e Stiria e re d'Italia                                                                           | 18 |
| Federico III    | 19 agosto 1493                          | 21 settembre 1415 |                                   | Eleonora del Portogallo tre figli e due figlie | bis-bisnipote di Alberto I; duca d'Austria e Stiria e re d'Italia                                                                           | 18 |
| Massimiliano I  |                                         | 22 marzo 1459     | 19 agosto 1493                    | (1) Maria di Borgogna un figlio e una figlia (2) Anna di Bretagna nessun figlio (annullato) (3) Bianca Maria Sforza nessun figlio                             | figlio di Federico III; arciduca d'Austria                                                                                                  | 19 |
| Massimiliano I  | Imperatore Eletto (dal 4 febbraio 1508) | 22 marzo 1459     |                                   | (1) Maria di Borgogna un figlio e una figlia (2) Anna di Bretagna nessun figlio (annullato) (3) Bianca Maria Sforza nessun figlio                             | figlio di Federico III; arciduca d'Austria                                                                                                  | 19 |
| Massimiliano I  | 12 gennaio 1519                         | 22 marzo 1459     |                                   | (1) Maria di Borgogna un figlio e una figlia (2) Anna di Bretagna nessun figlio (annullato) (3) Bianca Maria Sforza nessun figlio                             | figlio di Federico III; arciduca d'Austria                                                                                                  | 19 |
| Carlo V         |                                         | 24 febbraio 1500  | 28 giugno 1519                    | Isabella del Portogallo tre figli e due figlie | nipote di Massimiliano; arciduca d'Austria duca di Borgogna re di Spagna e delle Indie re d'Italia, di Napoli, di Sicilia e di Sardegna     | 20 |
| Carlo V         | 24 febbraio 1530 (papa Clemente VII)    | 24 febbraio 1500  |                                   | Isabella del Portogallo tre figli e due figlie | nipote di Massimiliano; arciduca d'Austria duca di Borgogna re di Spagna e delle Indie re d'Italia, di Napoli, di Sicilia e di Sardegna     | 20 |
| Carlo V         | 16 gennaio 1556 (abdicazione)           | 24 febbraio 1500  |                                   | Isabella del Portogallo tre figli e due figlie | nipote di Massimiliano; arciduca d'Austria duca di Borgogna re di Spagna e delle Indie re d'Italia, di Napoli, di Sicilia e di Sardegna     | 20 |
| Ferdinando I    |                                         | 10 marzo 1503     | 16 gennaio 1556                   | Anna di Boemia e Ungheria quattro figli e undici figlie | fratello di Carlo V; arciduca d'Austria re di Boemia e Ungheria                                                                             | 21 |
| Ferdinando I    | Imperatore Eletto                       | 10 marzo 1503     |                                   | Anna di Boemia e Ungheria quattro figli e undici figlie | fratello di Carlo V; arciduca d'Austria re di Boemia e Ungheria                                                                             | 21 |
| Ferdinando I    | 25 luglio 1564                          | 10 marzo 1503     |                                   | Anna di Boemia e Ungheria quattro figli e undici figlie | fratello di Carlo V; arciduca d'Austria re di Boemia e Ungheria                                                                             | 21 |
| Massimiliano II |                                         | 31 luglio 1527    | 25 luglio 1564                    | Maria di Spagna dieci figli e sei figlie | figlio di Ferdinando I; arciduca d'Austria re di Boemia e Ungheria                                                                          | 22 |
| Massimiliano II | Imperatore Eletto                       | 31 luglio 1527    |                                   | Maria di Spagna dieci figli e sei figlie | figlio di Ferdinando I; arciduca d'Austria re di Boemia e Ungheria                                                                          | 22 |
| Massimiliano II | 12 ottobre 1576                         | 31 luglio 1527    |                                   | Maria di Spagna dieci figli e sei figlie | figlio di Ferdinando I; arciduca d'Austria re di Boemia e Ungheria                                                                          | 22 |
| Rodolfo II      |                                         | 18 luglio 1552    | 12 ottobre 1576                   | - | figlio di Massimiliano II; fu progressivamente privato dei poteri effettivi dal fratello Mattia; arciduca d'Austria re di Boemia e Ungheria | 23 |
| Rodolfo II      | Imperatore Eletto                       | 18 luglio 1552    |                                   | - | figlio di Massimiliano II; fu progressivamente privato dei poteri effettivi dal fratello Mattia; arciduca d'Austria re di Boemia e Ungheria | 23 |
| Rodolfo II      | 20 gennaio 1612                         | 18 luglio 1552    |                                   | - | figlio di Massimiliano II; fu progressivamente privato dei poteri effettivi dal fratello Mattia; arciduca d'Austria re di Boemia e Ungheria | 23 |
| Mattia          |                                         | 24 febbraio 1557  | 13 giugno 1612                    | Anna d'Austria nessun figlio | figlio di Massimiliano II; arciduca d'Austria re di Boemia e Ungheria                                                                       | 24 |
| Mattia          | Imperatore Eletto                       | 24 febbraio 1557  |                                   | Anna d'Austria nessun figlio | figlio di Massimiliano II; arciduca d'Austria re di Boemia e Ungheria                                                                       | 24 |
| Mattia          | 20 maggio 1619                          | 24 febbraio 1557  |                                   | Anna d'Austria nessun figlio | figlio di Massimiliano II; arciduca d'Austria re di Boemia e Ungheria                                                                       | 24 |
| Ferdinando II   |                                         | 9 settembre 1578  | 28 agosto 1619                    | (1) Maria Anna di Baviera quattro figli e tre figlie (2) Eleonora Gonzaga nessun figlio                                                                       | nipote di Ferdinando I; arciduca d'Austria re di Boemia e Ungheria                                                                          | 25 |
| Ferdinando II   | Imperatore Eletto                       | 9 settembre 1578  |                                   | (1) Maria Anna di Baviera quattro figli e tre figlie (2) Eleonora Gonzaga nessun figlio                                                                       | nipote di Ferdinando I; arciduca d'Austria re di Boemia e Ungheria                                                                          | 25 |
| Ferdinando II   | 15 febbraio 1637                        | 9 settembre 1578  |                                   | (1) Maria Anna di Baviera quattro figli e tre figlie (2) Eleonora Gonzaga nessun figlio                                                                       | nipote di Ferdinando I; arciduca d'Austria re di Boemia e Ungheria                                                                          | 25 |
| Ferdinando III  |                                         | 16 luglio 1608    | 15 febbraio 1637                  | (1) Maria Anna di Spagna quattro figli e due figlie (2) Maria Leopoldina d'Austria un figlio (3) Eleonora Gonzaga di Mantova-Nevers un figlio e tre figlie    | figlio di Ferdinando II; arciduca d'Austria re di Boemia e Ungheria                                                                         | 26 |
| Ferdinando III  | Imperatore Eletto                       | 16 luglio 1608    |                                   | (1) Maria Anna di Spagna quattro figli e due figlie (2) Maria Leopoldina d'Austria un figlio (3) Eleonora Gonzaga di Mantova-Nevers un figlio e tre figlie    | figlio di Ferdinando II; arciduca d'Austria re di Boemia e Ungheria                                                                         | 26 |
| Ferdinando III  | 2 aprile 1657                           | 16 luglio 1608    |                                   | (1) Maria Anna di Spagna quattro figli e due figlie (2) Maria Leopoldina d'Austria un figlio (3) Eleonora Gonzaga di Mantova-Nevers un figlio e tre figlie    | figlio di Ferdinando II; arciduca d'Austria re di Boemia e Ungheria                                                                         | 26 |
| Leopoldo I      |                                         | 9 giugno 1640     | 18 luglio 1658                    | (1) Margherita Teresa di Spagna due figli e due figlie (2) Claudia Felicita d'Austria due figlie (3) Eleonora del Palatinato-Neuburg tre figli e sette figlie | figlio di Ferdinando III e di Maria Anna; arciduca d'Austria re di Boemia e Ungheria                                                        | 27 |
| Leopoldo I      | Imperatore Eletto                       | 9 giugno 1640     |                                   | (1) Margherita Teresa di Spagna due figli e due figlie (2) Claudia Felicita d'Austria due figlie (3) Eleonora del Palatinato-Neuburg tre figli e sette figlie | figlio di Ferdinando III e di Maria Anna; arciduca d'Austria re di Boemia e Ungheria                                                        | 27 |
| Leopoldo I      | 5 maggio 1705                           | 9 giugno 1640     |                                   | (1) Margherita Teresa di Spagna due figli e due figlie (2) Claudia Felicita d'Austria due figlie (3) Eleonora del Palatinato-Neuburg tre figli e sette figlie | figlio di Ferdinando III e di Maria Anna; arciduca d'Austria re di Boemia e Ungheria                                                        | 27 |
| Giuseppe I      |                                         | 26 luglio 1678    | 5 maggio 1705                     | Guglielmina Amalia di Brunswick-Lüneburg un figlio e due figlie                                                                                               | figlio di Leopoldo ed Eleonora; arciduca d'Austria re di Boemia e Ungheria                                                                  | 28 |
| Giuseppe I      | Imperatore Eletto                       | 26 luglio 1678    |                                   | Guglielmina Amalia di Brunswick-Lüneburg un figlio e due figlie                                                                                               | figlio di Leopoldo ed Eleonora; arciduca d'Austria re di Boemia e Ungheria                                                                  | 28 |
| Giuseppe I      | 17 aprile 1711                          | 26 luglio 1678    |                                   | Guglielmina Amalia di Brunswick-Lüneburg un figlio e due figlie                                                                                               | figlio di Leopoldo ed Eleonora; arciduca d'Austria re di Boemia e Ungheria                                                                  | 28 |
| Carlo VI        |                                         | 1º ottobre 1685   | 12 ottobre 1711                   | Elisabetta Cristina di Brunswick-Wolfenbüttel un figlio e tre figlie                                                                                          | figlio di Leopoldo ed Eleonora; arciduca d'Austria re di Boemia e Ungheria re di Napoli, Sicilia e Sardegna duca di Milano e Parma          | 29 |
| Carlo VI        | Imperatore Eletto                       | 1º ottobre 1685   |                                   | Elisabetta Cristina di Brunswick-Wolfenbüttel un figlio e tre figlie                                                                                          | figlio di Leopoldo ed Eleonora; arciduca d'Austria re di Boemia e Ungheria re di Napoli, Sicilia e Sardegna duca di Milano e Parma          | 29 |
| Carlo VI        | 20 ottobre 1740                         | 1º ottobre 1685   |                                   | Elisabetta Cristina di Brunswick-Wolfenbüttel un figlio e tre figlie                                                                                          | figlio di Leopoldo ed Eleonora; arciduca d'Austria re di Boemia e Ungheria re di Napoli, Sicilia e Sardegna duca di Milano e Parma          | 29 |

## Epilogo dell'Impero
L'ascesa al trono austriaco di Maria Teresa d'Asburgo, figlia di Carlo VI d'Asburgo, comportò l'impossibilità della stessa di ottenere anche la corona imperiale, la quale era preclusa alle donne dalla legge salica. Carlo Alberto, duca di Baviera e marito di Maria Amalia, figlia di Giuseppe I, riuscì a farsi eleggere Imperatore. Scoppiò dunque la guerra di successione austriaca.

### Wittelsbach
| Nome      | Ritratto          | Data di nascita | Regno (Inizio-Incoronazione-Fine) | Matrimoni                                         | Note Titolo personale | Nº |
| --------- | ----------------- | --------------- | --------------------------------- | ------------------------------------------------- | --------------------- | -- |
| Carlo VII |                   | 6 agosto 1697   | 24 gennaio 1742                   | Maria Amalia d'Austria due figli e quattro figlie | Duca di Baviera       | 30 |
| Carlo VII | Imperatore Eletto | 6 agosto 1697   |                                   | Maria Amalia d'Austria due figli e quattro figlie | Duca di Baviera       | 30 |
| Carlo VII | 20 gennaio 1745   | 6 agosto 1697   |                                   | Maria Amalia d'Austria due figli e quattro figlie | Duca di Baviera       | 30 |

Al termine della guerra, come compromesso, il rango imperiale fu offerto al marito di Maria Teresa, il duca Francesco di Lorena.

### Lorena
| Nome        | Ritratto          | Data di nascita | Regno (Inizio-Incoronazione-Fine) | Matrimoni                                           | Note Titolo personale | Nº |
| ----------- | ----------------- | --------------- | --------------------------------- | --------------------------------------------------- | --------------------- | -- |
| Francesco I |                   | 8 dicembre 1708 | 13 settembre 1745                 | Maria Teresa d'Austria cinque figli e undici figlie | Granduca di Toscana   | 31 |
| Francesco I | Imperatore Eletto | 8 dicembre 1708 |                                   | Maria Teresa d'Austria cinque figli e undici figlie | Granduca di Toscana   | 31 |
| Francesco I | 18 agosto 1765    | 8 dicembre 1708 |                                   | Maria Teresa d'Austria cinque figli e undici figlie | Granduca di Toscana   | 31 |

### Asburgo-Lorena
| Nome         | Ritratto                                 | Data di nascita  | Regno (Inizio-Incoronazione-Fine) | Matrimoni | Note Titolo personale                                                                           | Nº |
| ------------ | ---------------------------------------- | ---------------- | --------------------------------- | --- | ----------------------------------------------------------------------------------------------- | -- |
| Giuseppe II  |                                          | 13 marzo 1741    | 18 agosto 1765                    | (1) Maria Isabella di Parma due figlie (2) Maria Giuseppa di Baviera nessun figlio                                | figlio di Francesco I e Maria Teresa; arciduca d'Austria re di Boemia e Ungheria duca di Milano | 32 |
| Giuseppe II  | Imperatore Eletto                        | 13 marzo 1741    |                                   | (1) Maria Isabella di Parma due figlie (2) Maria Giuseppa di Baviera nessun figlio                                | figlio di Francesco I e Maria Teresa; arciduca d'Austria re di Boemia e Ungheria duca di Milano | 32 |
| Giuseppe II  | 20 febbraio 1790                         | 13 marzo 1741    |                                   | (1) Maria Isabella di Parma due figlie (2) Maria Giuseppa di Baviera nessun figlio                                | figlio di Francesco I e Maria Teresa; arciduca d'Austria re di Boemia e Ungheria duca di Milano | 32 |
| Leopoldo II  |                                          | 5 maggio 1747    | 30 settembre 1790                 | Maria Luisa di Spagna dodici figli e quattro figlie                                                               | figlio di Francesco I e Maria Teresa; arciduca d'Austria re di Boemia e Ungheria duca di Milano | 33 |
| Leopoldo II  | Imperatore Eletto                        | 5 maggio 1747    |                                   | Maria Luisa di Spagna dodici figli e quattro figlie                                                               | figlio di Francesco I e Maria Teresa; arciduca d'Austria re di Boemia e Ungheria duca di Milano | 33 |
| Leopoldo II  | 1º marzo 1792                            | 5 maggio 1747    |                                   | Maria Luisa di Spagna dodici figli e quattro figlie                                                               | figlio di Francesco I e Maria Teresa; arciduca d'Austria re di Boemia e Ungheria duca di Milano | 33 |
| Francesco II |                                          | 12 febbraio 1768 | 5 luglio 1792                     | (1) Elisabetta Guglielmina di Württemberg una figlia (2) Maria Teresa di Napoli e Sicilia due figli e nove figlie | figlio di Leopoldo II; imperatore d'Austria re di Boemia e Ungheria duca di Milano              | 34 |
| Francesco II | Imperatore Eletto                        | 12 febbraio 1768 |                                   | (1) Elisabetta Guglielmina di Württemberg una figlia (2) Maria Teresa di Napoli e Sicilia due figli e nove figlie | figlio di Leopoldo II; imperatore d'Austria re di Boemia e Ungheria duca di Milano              | 34 |
| Francesco II | 6 agosto 1806 (scioglimento dell'Impero) | 12 febbraio 1768 |                                   | (1) Elisabetta Guglielmina di Württemberg una figlia (2) Maria Teresa di Napoli e Sicilia due figli e nove figlie | figlio di Leopoldo II; imperatore d'Austria re di Boemia e Ungheria duca di Milano              | 34 |

Durante la guerra della Terza coalizione il Sacro Romano Impero collassò sotto la pressione militare di Napoleone e fu formalmente disciolto il 6 agosto 1806, dopo la pace di Presburgo del 26 dicembre 1805. Francesco II rinunciò al titolo di Imperatore dei Romani, accontentandosi del più modesto titolo di Imperatore d'Austria, già acquisito l'11 agosto 1804 con il nome di Francesco I. Il 12 luglio 1806 Napoleone fondò la Confederazione del Reno (1806-1813).